# Кутих
Кутих, Кӏутӏихъ (в пер. с авар. — в ущелье, овраге) — село в Чародинском районе Дагестана. Входит в состав Сельсовет Гилибский.

## Географическое положение
Село расположено на р. Тлейсерух (бассейн р. Каракойсу), в 16 км к юго-западу от с. Цуриб.

## История
Впервые упоминается в 1485.

## Население
| 1888 | 1895 | 1926 | 1939 | 1970 | 1989 | 2002 |
| ---- | ---- | ---- | ---- | ---- | ---- | ---- |
| 205  | ↗233 | ↘114 | ↗138 | ↗183 | ↗205 | ↗214 |
| 2010 | 2021 |      |      |      |      |      |
| ↗227 | ↘154 |      |      |      |      |      |